# Earle Page
Earle Christmas Grafton Page (8 d'agost de 1880 - 20 de desembre de 1961) va ser l'11è primer ministre d'Austràlia i el segon parlamentari més longeu de la federació australiana. Va servir durant 41 anys i 361 dies com a parlamentari.

## Biografia
Nascut a Grafton, Nova Gal·les del Sud, Page va ser educat a la Sydney Boys High School i a la Universitat de Sydney, on es va graduar en medicina el 1901. Va treballar a l'Hospital Real Prince Alfred, a Sydney, on va conèixer Ethel Blunt, infermera, amb qui es va casar el 1906.
El 1903 va començar a treballar com a metge particular a Grafton i el 1904 va esdevenir una de les primeres persones del país a posseir un cotxe. Va practicar la professió de metge a Sydney i Grafton abans d'allistar-se a l'Exèrcit Australià com a metge durant la Primera Guerra Mundial. Va servir a Egipte. Després de la guerra, va tornar a la seva hisenda, i va començar la seva carrera política com a alcalde de Grafton.